# Notte senza di te
Notte senza di te è un album del cantante italiano Sandro Giacobbe, pubblicato nel 1980 dall'etichetta discografica CGD.
Gli arrangiamenti sono curati da Sandro Centofanti e lo stesso interprete, che firma testi e musiche dei brani.
Dal disco viene tratto il singolo Notte senza di te/Decidi tu.

## Tracce
- LP (CGD, CGD 20231)

Lato A
Testi e musiche di Sandro Giacobbe.
1. Notte senza di te – 4:15
2. Decidi tu – 5:02
3. La casa di periferia – 3:16
4. Salviamoci – 4:27

Durata totale: 17:00
Lato B
Testi e musiche di Sandro Giacobbe.
1. Dal metro a N.Y. – 4:35
2. Quanta pazienza – 5:23
3. Sei per me – 3:45
4. Lascio – 4:45

Durata totale: 18:28

## Formazione
- Sandro Giacobbe – voce
- Carlo Pennisi – chitarra acustica, chitarra elettrica
- Gigi Cappellotto – basso
- Andy Surdi – batteria
- Alessandro Centofanti – pianoforte, sintetizzatore
- Maurizio Preti – percussioni
- Armando Corsi – chitarra acustica
- Giorgio Baiocco – sax contralto